# Joan Novelles Andreu
Joan Novelles Andreu (Santa Coloma de Queralt, 8 de març de 1704 – 21 d'agost de 1756) va ser un escultor català.
És fill del pintor Pere Novelles, habitant de Les Piles de Gaià. El 18 de febrer de 1720 firma un contracte d'aprenent de sis anys de durada amb l'escultor sarralenc Isidre Espinalt.
El 19 d'agost de 1739 es casa amb Magina Briansó Arnavat. Un dels seus fills, Mariano Novellas, també esdevindrà escultor.
El 1745 exerceix les funcions de regidor de Santa Coloma de Queralt. Probablement vers aquell any estaria construint l'altar de la Mare de Déu dels Àngels a l'església parroquial de la Vila, atès que firma un document el 22 de maig de 1747 acreditant que encara se li deuen 104 de les 262 lliures estipulades per aquest contracte.
El 10 de setembre de 1747 firma un contracte per a la realització de l'altar major del convent de Sant Francesc de Montblanc. Novelles hi resideix fins a principis de 1750, quan es dona per verificada la conclusió de l'obra (1750), per la qual ja ha cobrat les 500 lliures acordades.
La darrera referència artística de Novelles és l'obra realitzada a l'església i santuari de la Mare de Déu de Passanant. El 18 de gener de 1750 firma un contracte per la decoració escultòrica de la volta. Segons apunta Maria Garganté, un any més tard també es responsabilitza d'arranjar el relleu de les parets de l'interior, les escultures situades darrere de la Mare de Déu, la mitja taronja i el cimbori del cambril.
El 1755 és escollit sotsbatlle de Santa Coloma de Queralt, on morirà el 21 d'agost de 1756, essent enterrat al fossar de l'església parroquial.